# Vincent de Saragosse
Pour les articles homonymes, voir Vincent et Saint Vincent.
Vincent de Saragosse est un diacre espagnol  au  temps  de  l’évêque Valère (290-315), mort martyr en 304 à Valence lors de la persécution de Dioclétien. Reconnu saint, il est commémoré le 22 janvier selon le Martyrologe romain par les catholiques et le 11 novembre par les orthodoxes.
Sa passion, rapportée par plusieurs auteurs, dont le poète Prudence ou encore saint Augustin, lui a acquis une grande renommée depuis le Moyen Âge. La dissémination de ses reliques dont sa tunique ainsi que les nombreuses églises placées sous son vocable, attestent de l'importance de son culte.
Après le XVIe siècle, selon la tradition populaire, saint Vincent de Saragosse est réputé comme patron des vignerons.

## Hagiographie

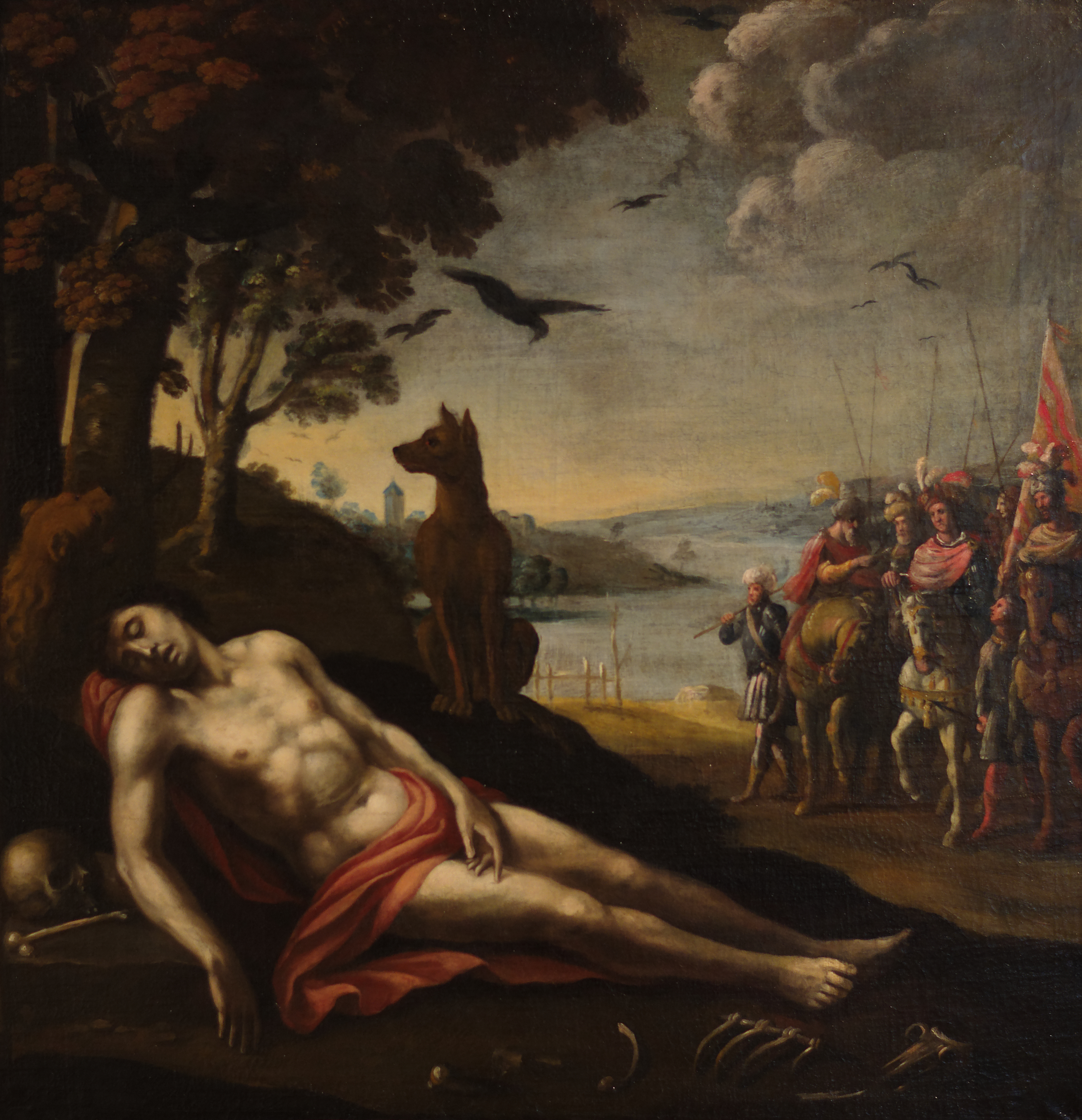
Saint Vincent meurt de ses blessures, Guillaume Perrier.

La vie de Vincent de Saragosse est connue grâce à de nombreuses sources scripturaires, dont six antérieures à l'an Mil. Les plus anciennes apparaissent au début du Ve siècle. Il s'agit de quatre sermons de saint Augustin, ainsi qu'une œuvre du poète espagnol Prudence, le Peristephanon. Elles furent enrichies aux siècles suivants par divers remaniements.

### Les premières sources

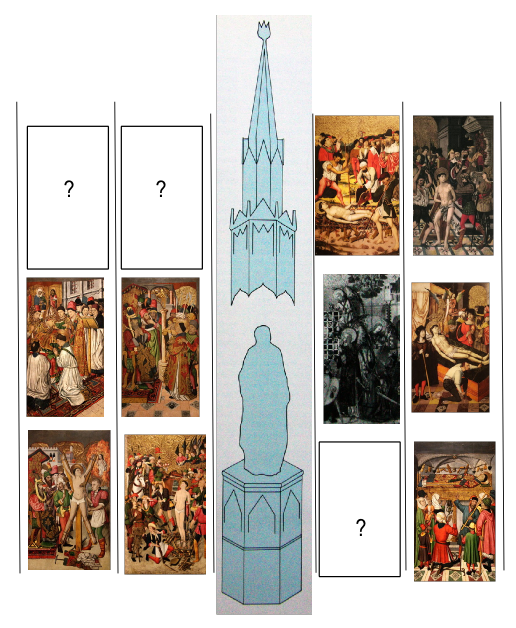
(XVe siècle) : les panneaux représentant l'ordination du diacre, la visite des anges dans sa prison, sa flagellation, ses supplices avec des peignes de fer et sur le gril.

#### Saint Augustin
L'Antiquité tardive offre plusieurs témoignages du martyre de saint Vincent. Saint Paulin l'évoque succinctement dans un poème, tandis que saint Augustin et Prudence développent longuement le récit de sa passion. Auprès de ces deux auteurs, les plus proches chronologiquement des faits, se trouvent probablement les éléments les plus fiables de la vie du saint.
Les quatre sermons prononcés par saint Augustin se présentent, non pas comme des récits biographiques, mais plutôt comme des œuvres doctrinales. « La foi vient de nous faire assister à un spectacle magnifique ; nous avons vu Vincent partout vainqueur. Il a vaincu dans ses paroles, il a vaincu au milieu des tourments ; il a vaincu en confessant, il a vaincu en souffrant ; il a vaincu au milieu des flammes, il a vaincu plongé dans les flots ; enfin il a vaincu quand on l'a torturé, il a vaincu quand il est mort. Lorsqu'on jetait de la barque au milieu de la mer son corps ennobli par les trophées du Christ victorieux, il disait en silence : “On nous y jette, mais nous ne périssons pas” ». L'auteur met en avant des qualités morales vouées à l'édification des fidèles. Le nom du diacre, Vincentius, c'est-à-dire le victorieux, sert ici de socle à la prédication de saint Augustin.
Les quelques éléments de la passion contenus dans ces textes ne permettent pas de reconstituer la vie du saint. Cependant, ils attestent de l’importance de sa renommée au Ve siècle : « Partout où s'étend l'Empire romain, partout où est connu le nom chrétien, quel est le pays, quelle est la province qui ne célèbre avec joie la naissance au ciel de Vincent ? » Cette renommée est probablement due à une Passion, aujourd’hui disparue, mais à laquelle saint Augustin fait explicitement référence : « Dans le récit douloureux qu'on vient de nous lire, mes frères, nous voyons avec éclat un juge féroce, un bourreau cruel et un invincible martyr. » Cette œuvre, dont l’auteur est demeuré anonyme, paraît être une pièce liturgique lue lors de l’office, en la fête du saint. Les similitudes entre les sermons de saint Augustin et les poèmes de Prudence permettent de supposer que les deux auteurs ont recouru aux mêmes sources.

#### Le récit de Prudence
Le Peristephanon, ou Livre des Couronnes, est un recueil de quatorze poèmes de dimensions et de contenus divers. Prudence offre un récit de plusieurs Passions de saints de l’Église antique, dont celle de saint Vincent, relatée dans l’Hymne V.
Après une brève introduction, le poète Prudence évoque la confrontation entre saint Vincent et le juge Dacien : Vincent, rejetant les idoles, est soumis au supplice des ongles de fer. Puis ayant refusé de livrer les Saintes Écritures, il est rôti sur un grill, brûlé vif et réduit en cendres. Dacien le jette ensuite dans un cachot jonché de tessons, les jambes maintenues écartées par une pièce en bois. Une lumière surnaturelle illumine alors la prison, tandis que des anges viennent réconforter le martyr. Témoin de ce prodige, le geôlier en fait rapport au juge avant de se convertir.

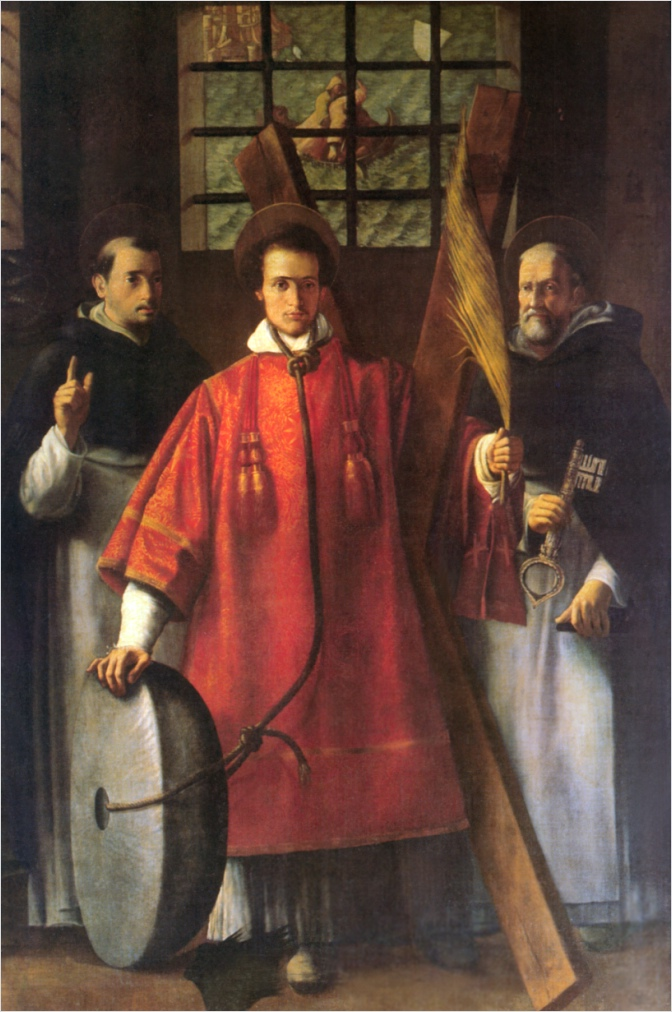
Saint Vincent de Saragosse en prison avec sa pierre de meule au cou. Peinture à l'huile. Auteur anonyme, école de Francisco Ribalta.

Puis entouré par les fidèles, l’âme du saint monte au ciel. Son corps est livré aux bêtes sauvages, mais il est défendu par un corbeau. Enfin, il est exposé sur une plage de Valencia puis immergé sur les ordres de Dacien par le soldat Eumorphius, à l'aide d'une meule attachée à son cou. Ce dernier outrage est encore sans effet car le corps flotte et échoue miraculeusement sur un rivage, où il trouve son repos définitif. Prudence compare alors Vincent aux autres martyrs, puis conclut le poème par une prière.
Sur la trame historique succincte, l'imagination poétique de Prudence développe des détails qu'il introduit par déduction ou supposition qui lui paraissent naturelles, structurant une tradition de saint Vincent dans lequel les chercheurs modernes veulent distinguer des topoi littéraires propres à la Passion de martyrs : joutes oratoires, immersion du corps, etc. qui marquent l'héroïcité du sujet. En revanche, la mention du nom du juge, Dacien, comme celle de son auxiliaire, Eumorphius, est singulière chez Prudence.
La célébrité de la Passion de saint Vincent a donné une image de Dacien comme persécuteur générique, tant en Espagne qu'en Gaule. Mais au début du Ve siècle, il est encore uniquement attaché à la figure du diacre de Saragosse : « S'il n'avait lu le martyre de Vincent, qui connaîtrait au contraire le nom même de Dacien ?. » Par ailleurs, on ne dispose pas de sources historiques relatives à Dacien. La conversion du geôlier rappelle celle du gardien de la prison de saint Paul (Ac 16, 23 - 34), bien que les passions d'autres martyrs attestent de telles conversions. Quant à la présence du corbeau nourricier, saint Augustin en fait le parallèle avec le récit biblique du cycle du prophète Élie (1R 17, 4) : « Quelle beauté d'âme, en effet, quand le corps même inanimé demeure invincible ! […] Par le ministère d'un oiseau, (Dieu) nourrissait le saint prophète. »
Les actes d’accusation apportent des éléments plus concrets, les auteurs de Passions antiques utilisant régulièrement des minutes de procès comme base de leurs récits. Saint Vincent refuse de sacrifier aux idoles ainsi que de livrer les textes sacrés. Il est ici fait référence à deux décrets anti-chrétiens promulgués par l’empereur Dioclétien en 303. Mais Vincent, aussi ministre de l’autel de Dieu (Perist. v. 31), c’est-à-dire diacre, est encore soumis au décret relatif à l’arrestation du clergé, décrété par Dioclétien.
À cette époque de l'Antiquité chrétienne, le diacre constitue la cheville ouvrière et pratique de la communauté, par son action caritative sous le contrôle de l’évêque : « Les diacres dans leur conduite, prendront modèle sur l’évêque et travailleront davantage que lui dans le domaine directement caritatif, l'évêque ayant d'abord la charge du gouvernement des âmes. »

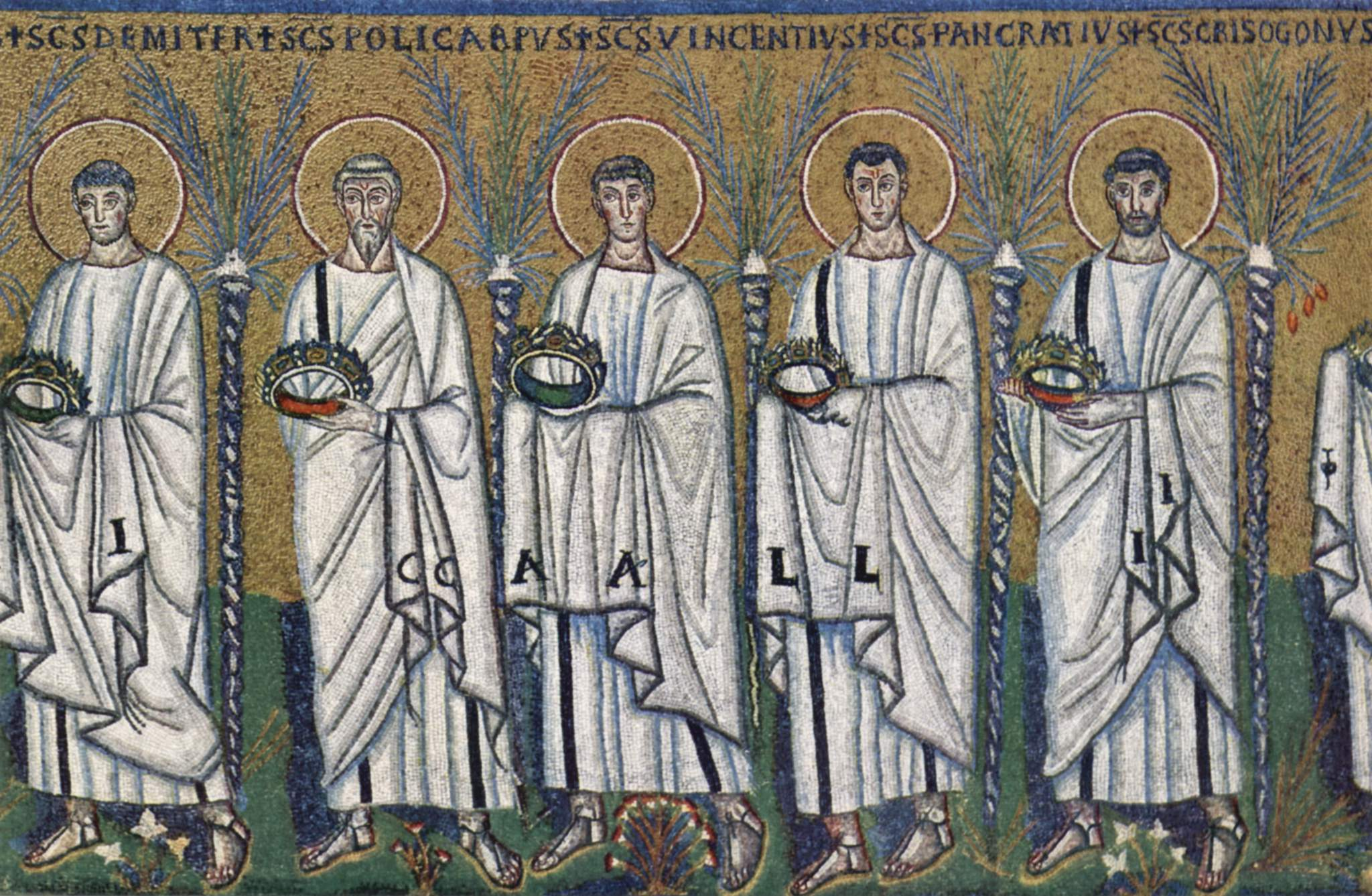
Saint Vincent (au centre) parmi le cortège des martyrs, Basilique Saint-Apollinaire-le-Neuf, Ravenne.

L’Hymne IV du Peristephanon, consacré aux martyrs de Saragosse, évoque aussi saint Vincent. Au sein des versets 77 à 107, Prudence insiste fortement sur l’appartenance du diacre au clergé de Caesare Augusta, l’actuelle Saragosse : « Il est nôtre » (v. 97). Il nomme aussi l’évêque, qui appartient à la maison des Valère (v. 79 – 80), et dont la présence est attestée au concile d’Elvire entre 305 et 315.
Ce fait corrobore ainsi la datation de la mort de saint Vincent lors de la persécution de Dioclétien. C’est à Valence que meurt le diacre. Prudence ne donne pas le nom de la ville du martyre. Natif de Calagurris (Calahorra), ville dépendante de Saragosse, l’auteur laisse volontairement dans l’ombre Valence afin d’exalter sa cité. Mais la référence à la ville de Sagonte, « par hasard près du rivage de la haute Sagonte » (v. 99 – 100), ne permet pas le doute quant au lieu du supplice. Les raisons de la présence de saint Vincent à Valence demeurent indéterminées.
La ville relève de la province de Carthaginoise tandis que Saragosse se situe en Tarraconnaise. Le témoignage d’une persécution à Saragosse au sein de l’Hymne IV rend peu probable le transfert du procès de Vincent à Valence.

### Les sources postérieures

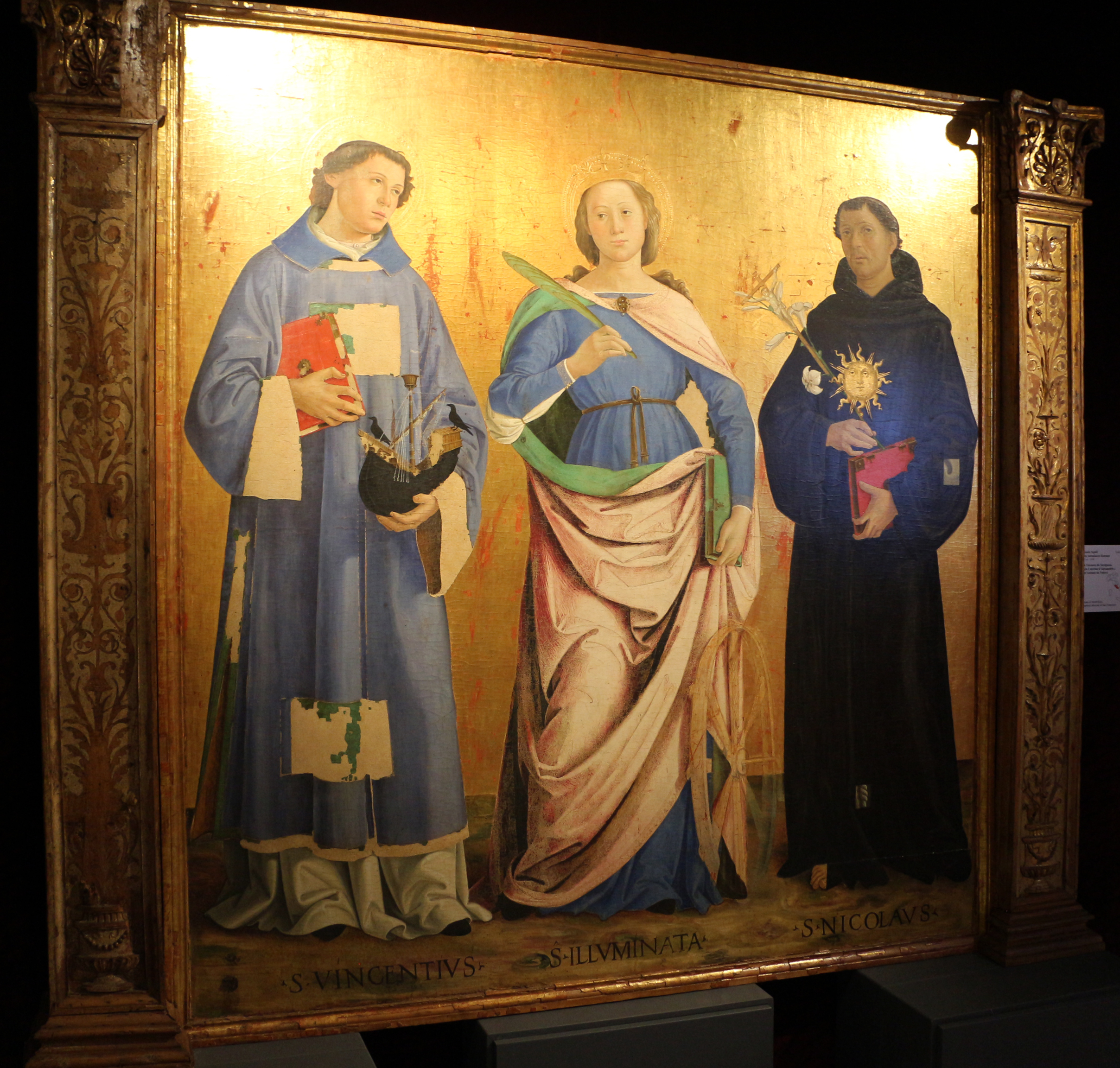
Tableau d'Antoniazzo Romano (XVe siècle) : en tant que saint patron des navigateurs, il tient dans la main gauche la barque aux deux corbeaux, un à la proue, l'autre à la poupe.

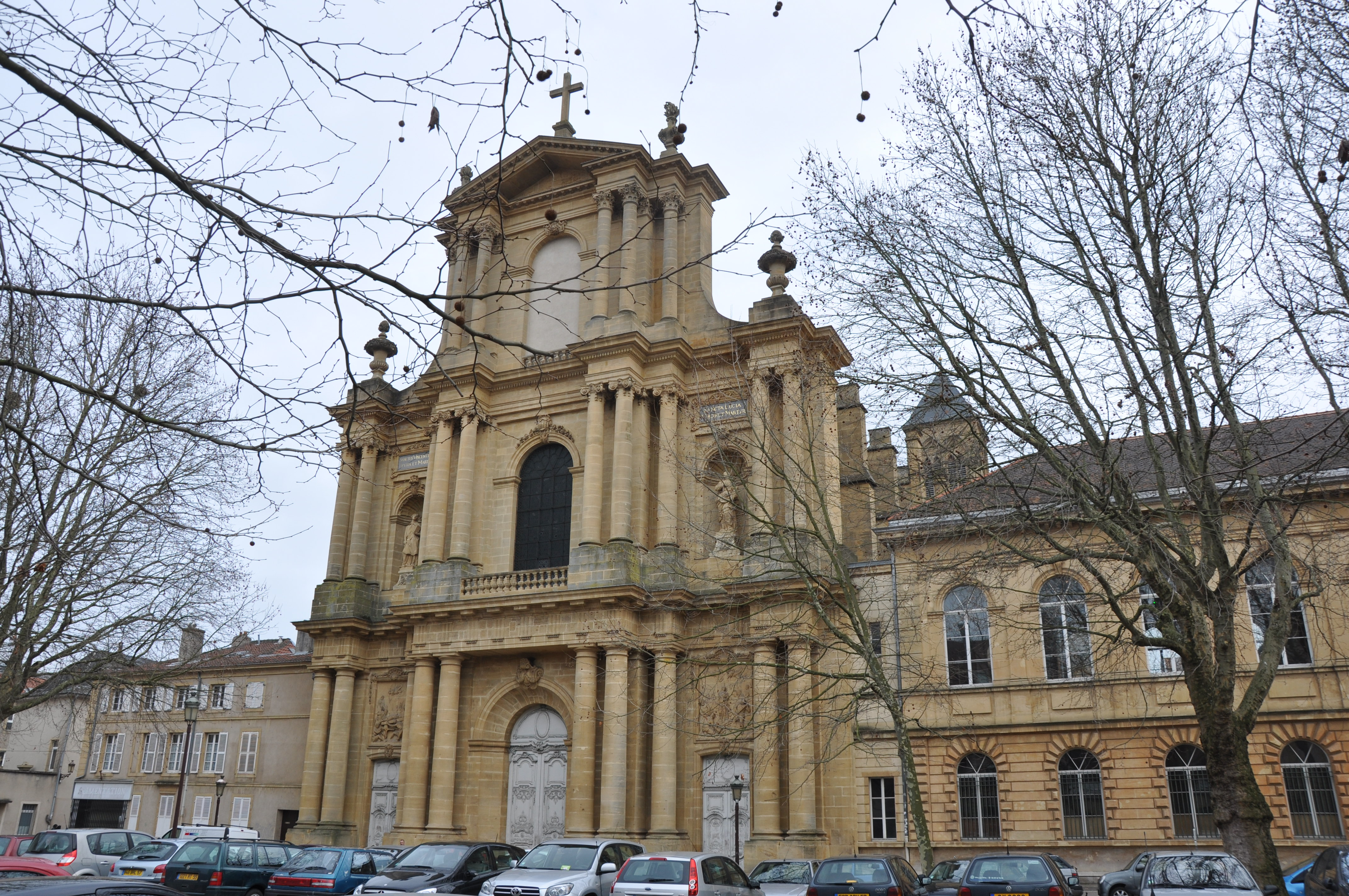
Basilique Saint Vincent (Metz)

La Passion de saint Vincent nous est aussi parvenue à travers différentes œuvres plus tardives et dépendantes des deux précédents auteurs. La plus célèbre fut publiée en 1689 par dom Ruinart. Ce texte donne les noms des parents du martyr, Euticius, fils du très noble consul Agressus, et Enola, native de Huesca. Ces informations, inconnues de Prudence, semblent peu fiables. Elles sont remises en cause dès le XVIIe siècle par Tillemont.
En effet, les Passions antiques ne présentaient jamais l’ascendance et l’origine sociale des martyrs. Il faut donc voir ici une volonté d’ennoblir le saint afin d’en relever le mérite.
Cette version fait aussi apparaître l’évêque Valère lors du procès de Valence. La encore, l’absence de cette référence chez Prudence fait peser un doute sur l’historicité du fait. D’autant qu’ici, l’auteur emprunte un épisode de la vie de saint Augustin pour l’insérer dans son récit. Valère, dont la langue n’était plus complètement audible à cause d'un bégaiement prononcé, confia au vénérable Vincent le ministère de la prédication.
Or, nous savons par Possidius que l’évêque d’Hippone, aussi appelé Valère, grec d’origine et peu familiarisé avec le latin, confia à Augustin le soin de prêcher l’Évangile. Enfin, l’invention du corps sur le rivage par une veuve, Ionica, entre en contradiction avec l’Hymne V du Peristephanon qui évoque la foule des fidèles lors du retour miraculeux du martyr (v. 505 – 512). Les inventions de reliques par songe sont un phénomène courant des hagiographies. Elles se multiplient après la découverte des corps des saints Gervais et Protais par saint Ambroise.
Parmi les autres écrits relatifs à la vie de saint Vincent, il convient de mentionner le Martyre de saint Laurent du poète espagnol Gonzalo de Berceo (XIIIe siècle). L’auteur situe l’origine de Vincent à Huesca, dans le Nord de l’Espagne (v. 2). Ce texte entre en contradiction avec celui de Prudence, pour qui le diacre est natif de Saragosse. Berceo prétend s’appuyer sur une source (v. 3), aujourd’hui disparue, mais il est possible que ce texte n’ait jamais existé, et cette référence pourrait n’être qu’une figure rhétorique, fréquente chez les auteurs médiévaux.
L’origine huescane de saint Vincent est partiellement évoquée par la Passion de Ruinart, à travers la figure de sa mère Enola. Le culte du saint est probablement ancien dans la cité. Au milieu du VIe siècle, Huesca compte un évêque du nom de Vincent. Une représentation du martyr sur le tympan de l’église San Pedro el Viejo, la plus ancienne image du saint en Aragon, ainsi qu’une chapelle placée sous son vocable dans le même sanctuaire, attestent de l’importance de son culte parmi les mozarabes de la région. Pour autant, aucune source antérieure à Berceo ne situe la naissance de Vincent à Huesca.
Gonzalo de Berceo associe l’histoire de saint Vincent à celle de saint Laurent (v. 2), lui aussi diacre et martyr. Cette légende est rapportée pour la première fois par Jean Beleth, un chanoine d’Amiens du XIIe siècle, qui présente les deux saints comme étant cousins. Ce récit est improbable, Laurent étant mort lors de la persécution de Valérien en 258. soit quarante-cinq ans avant Vincent. Par ailleurs, Berceo est là encore le premier à placer la naissance de saint Laurent à Huesca.

#### Les martyrologes

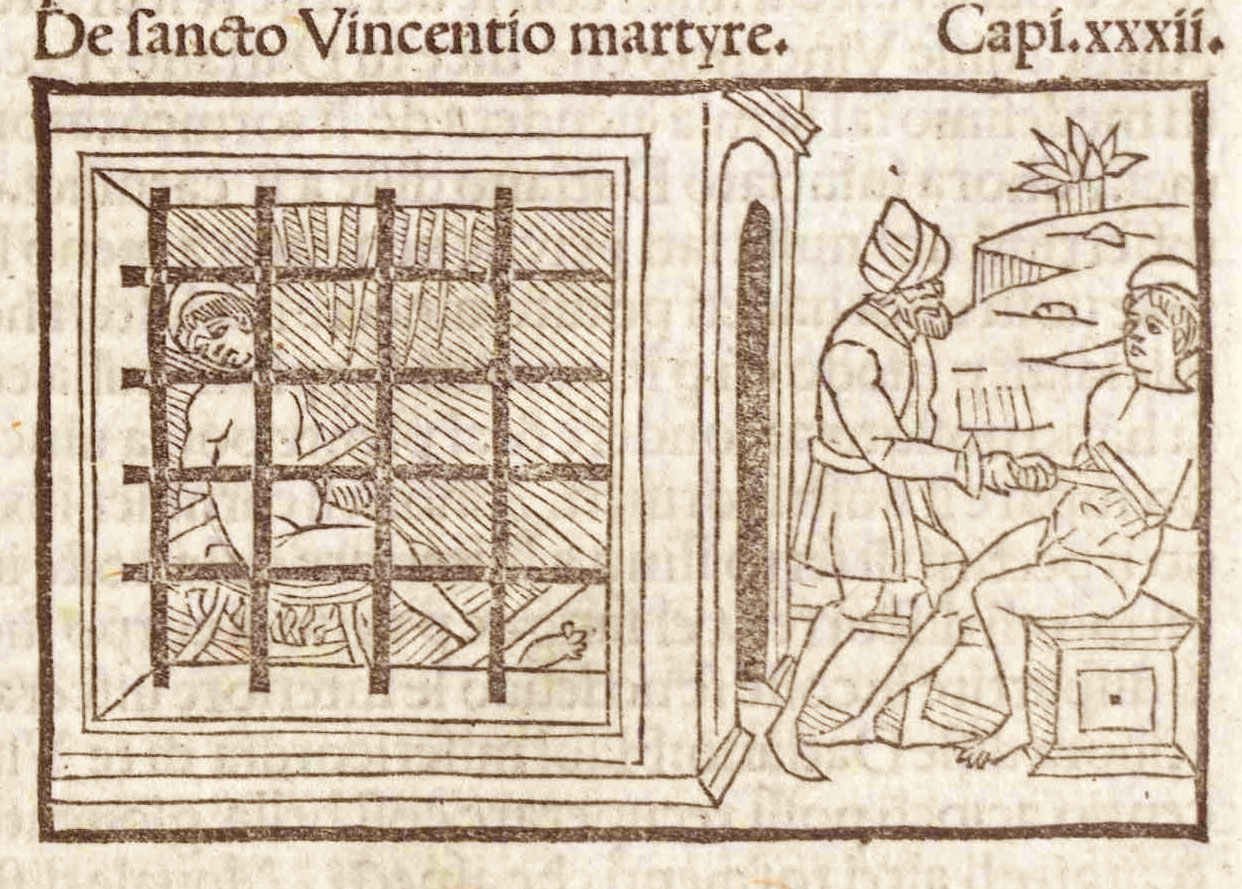
Le martyre de Vincent dans La Légende dorée (1497).

Parmi les sources scripturaires, il convient de citer les martyrologes. Le calendrier de Polemius Silvius, daté de 448, ne contient qu’une brève mention de saint Vincent : XI Kal. Feb. Natalis sancti Vincentii martyris (XI des calendes de février, anniversaire de saint Vincent martyr). Au VIe siècle, le Martyrologe Hieronymien fournit plus de renseignements : XI. Kalendas Februarias, in Hispania, civitate valentia, passio sancti Valeri espiscopi et Vincenti diaconi martyrum (XI des calendes de février, en Espagne, ville de Valence, passion des saints Valère, évêque, et Vincent, diacre, martyrs). Ce calendrier associe le diacre à son évêque. Mais l’auteur semble peu renseigné sur les martyrs transalpins, se contentant de citer les plus célèbres.
Il apparaît ici que, dès le Ve siècle, la mort de saint Vincent est située au 22 janvier. Ce jour est rapprocher de celui de la fête célébrée par saint Augustin, et exalté par Prudence : « Bienheureux martyr, fais prospérer le jour de ton triomphe, jour par lequel t'est donnée, pour prix de ton sang, Vincent, la couronne ! » (Perist. v. 1 – 4). La constance des différents calendriers concernant cette date permet de la considérer comme authentique. Il est donc possible d’établir que Vincent mourut en 304 ou 305, la persécution de Dioclétien en Espagne s’étant déroulé entre le mois de mai de l’année 303 et le mois de mai de l’année 305.

## Culte et renommée
Le martyre de saint Vincent de Saragosse suscite une dévotion immédiate parmi les fidèles de la communauté de Valence. Dès le VIe siècle, reliques et lieux de culte se multiplient à travers l’Europe. Au XVIe siècle, cette renommée prend un nouveau visage avec l’association du saint à la corporation des vignerons auxquels s'associent les marchands de vin et les vinaigriers.

### Le culte de saint Vincent jusqu'auVIesiècle

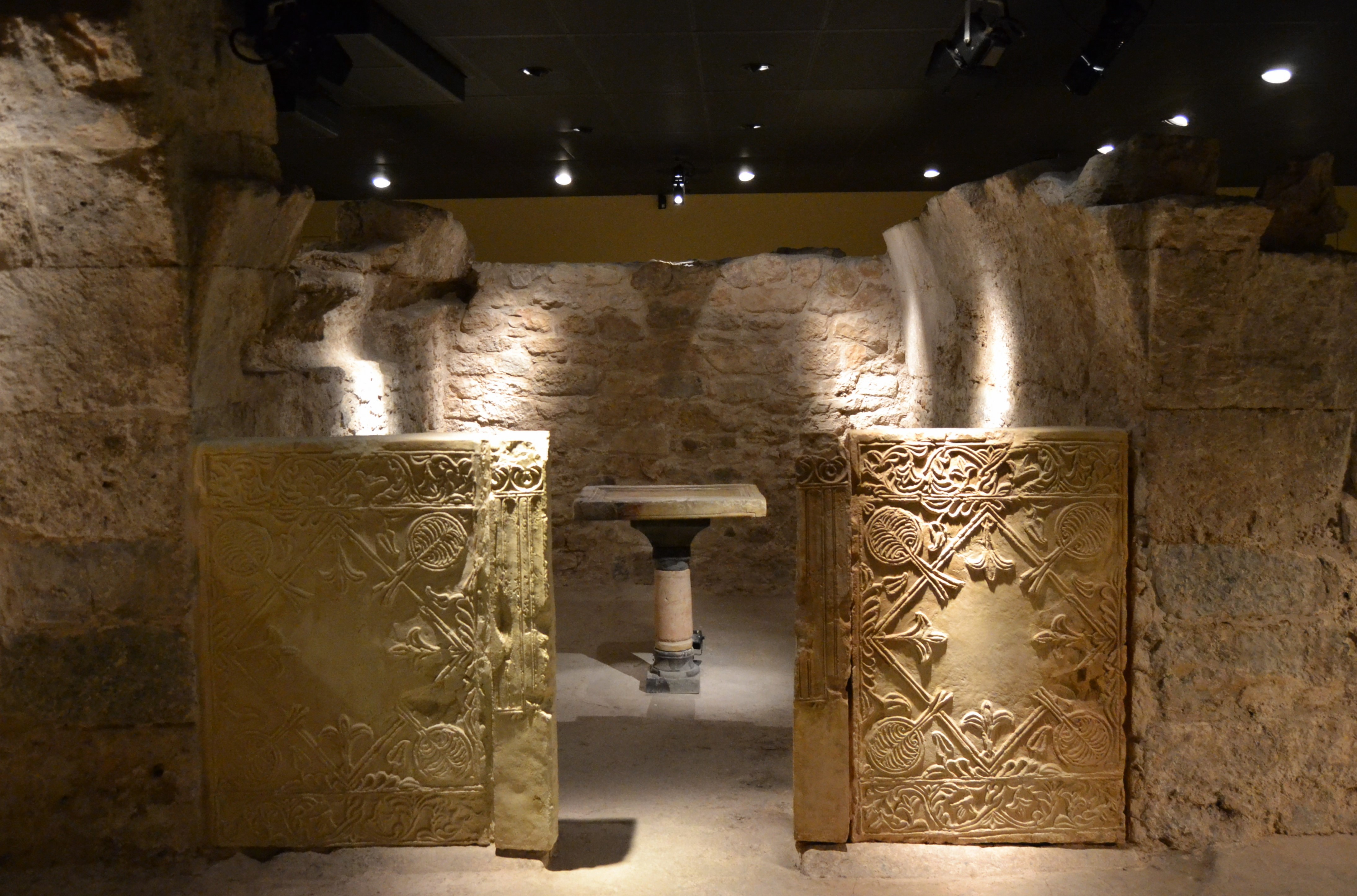
Martyrium de saint Vincent à Valence.

#### Le culte à Valence
L’Hymne V du Peristephanon évoque le développement du culte de saint Vincent (v. 513 – 520). Dans un premier temps, les chrétiens édifient une tombe provisoire, un tertre, destinée à recevoir le corps du martyr, dans un lieu isolé près du rivage. Une fois la paix de l'Église retrouvée par la promulgation de l’édit de tolérance de  Constantin[Lequel ?] (313), un véritable tombeau est élevé. Prudence parle d’un sanctuaire (v. 517) où le corps est déposé sous l’autel. L’association de l’autel du sacrifice et du tombeau des martyrs est une tradition très ancienne, déjà présente au IVe siècle.
L’auteur ne donne pas d’indication quant à l’emplacement de ce martyrium, mais la Passion de Ruinart la situe en dehors des murs de la ville. Les fouilles menées à la fin du XXe siècle dans le faubourg de la Roqueta ont révélé l’existence d’une nécropole édifiée autour d’une tombe « vénérée ». Si le martyrium correspond à cette tombe, il est probable que l’actuelle église San Vicente de la Roqueta est édifiée à l’emplacement de la tombe du saint.
Un troisième texte (no 8631 de la bibliothèque bollandiste) fait état d’un transfert du corps dans la cathédrale. Cette version plus tardive que la Passion primitive semble inconnue de Prudence qui ne rapporte pas le fait. Il apparaît ici qu’après la tombe sur le sable, le corps est transporté dans une basilique, avant de rejoindre l’église mère. Les fouilles effectuées au cours des années 1990 plaza de la Almoina, à proximité de l’actuelle cathédrale, ont fait apparaître des vestiges paléochrétiens intra-muros des Ve, VIe et VIIe siècles, dont deux bâtiments, l’un absidé qui pourrait être la cathédrale, l’autre cruciforme correspondant au martyrium. Cette aire épiscopale d’époque wisigothique fut vraisemblablement élevée par l’évêque Justinien (première moitié du VIe siècle). Le martyrium destiné à accueillir le corps du saint reçut probablement aussi le corps de l’évêque, dont l’épitaphe rappelle la dévotion au martyr.

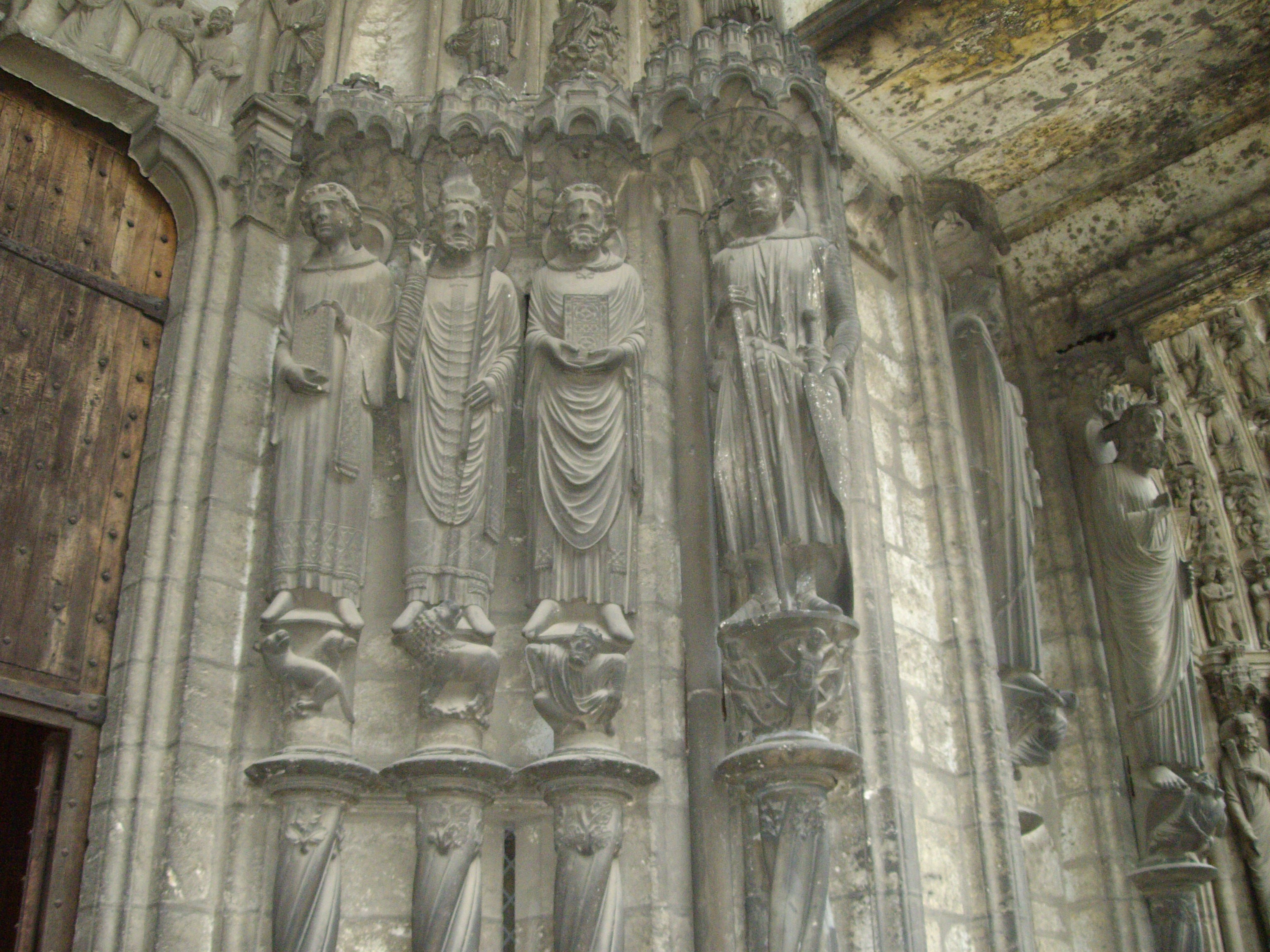
Baie des martyres (porche de gauche) du portail du bras sud du transept de la cathédrale de Chartres : l'ébrasement droit abrite quatre statues sous leur dais : Saint Vincent à gauche est vêtu de la dalmatique et porte le manipule. Le socle sous ses pieds représente la scène hagiographique du corbeau qui défend son cadavre contre un loup.

#### Le culte autour du bassin méditerranéen
Le culte de saint Vincent ne se limite pas à Valence. Saragosse entretient avec force le souvenir de son diacre. La cité possède une basilique placée sous son vocable, ainsi que la tunique du saint. Grégoire de Tours la mentionne le premier lors du siège de la ville par le roi Childebert en 542 : « Les habitants ont recours à Dieu […] On les voit qui s’en vont psalmodiant et portant sur les murailles, tout autour des remparts de la ville, la tunique de saint Vincent […] Les français craignirent l’effet de cette prière et soudain ils abandonnèrent le siège de Saragosse. »
Quelques siècles plus tard, Aimoin de Fleury parle d’une étole remise au roi en échange du retrait de son armée. Une basilique aurait alors été fondée à Paris afin de recevoir la relique et le corps de son fondateur, Childebert. C’est ainsi que les moines de Saint-Germain-des-Prés justifiaient l’origine de leur abbaye, originellement placée sous le vocable de Saint-Vincent-et-Sainte-Croix.
Outre ces deux villes, saint Vincent est honoré dès le VIe siècle dans toutes les anciennes provinces de l’Empire romain d’Occident. Les plus anciens vestiges d’une église consacrée au diacre de Saragosse se trouvent en France, dans la province romaine de Narbonnaise. Un sanctuaire fut élevé en 450 par un prêtre nommé Othia. À la même époque, l’évêque de Viviers place sa cathédrale sous le vocable du saint.Une épitaphe d'un haut fonctionnaire nommé Pantagathus, à Vaison, mentionne la présence de ses reliques.
En Espagne, l’église de Carmona (Andalousie) contient une inscription d’époque visigothique mentionnant les reliques du martyr. En Italie, l’évêque Maximien de Ravenne dépose des reliques de saint Vincent lors de la dédicace de l’église Saint-Etienne (550). Enfin, en Afrique, une inscription de l’ancienne cité romaine de Thamalla (Algérie) conserve aussi le souvenir du saint. Il en va autrement des provinces orientales de l’empire. Deux sanctuaires seulement lui sont consacrés, dans la ville de Constantinople.
La multiplication des reliques témoigne de l’ouverture du tombeau dès le Ve siècle. L’auteur des Actes de saint Domnole rapporte avoir vu l’évêque du Mans (+581) déposer le chef du diacre dans une basilique édifiée en l’honneur des saints Vincent et Laurent. Il apparaît donc que Valence ne possède plus l’intégralité du corps lors de la conquête musulmane au début du VIIIe siècle.
Son culte se développe aussi en dehors du bassin méditerranéen, notamment grâce à la dispersion de ses reliques. Le saint patronne ainsi en France les cathédrales de Chalon-sur-Saône, de Mâcon, de Grenoble (concurremment avec Marie), de Saint-Malo et de Viviers.

#### Culte en Allemagne
L'abbé Ruthard de Fulda fonde le petit prieuré bénédictin d'Abbetesrode, consacré à Vincent de Saragosse, à Meißner, vers 1077.

### Les reliques au Moyen Âge

#### Les trois revendications des reliques de S. Vincent

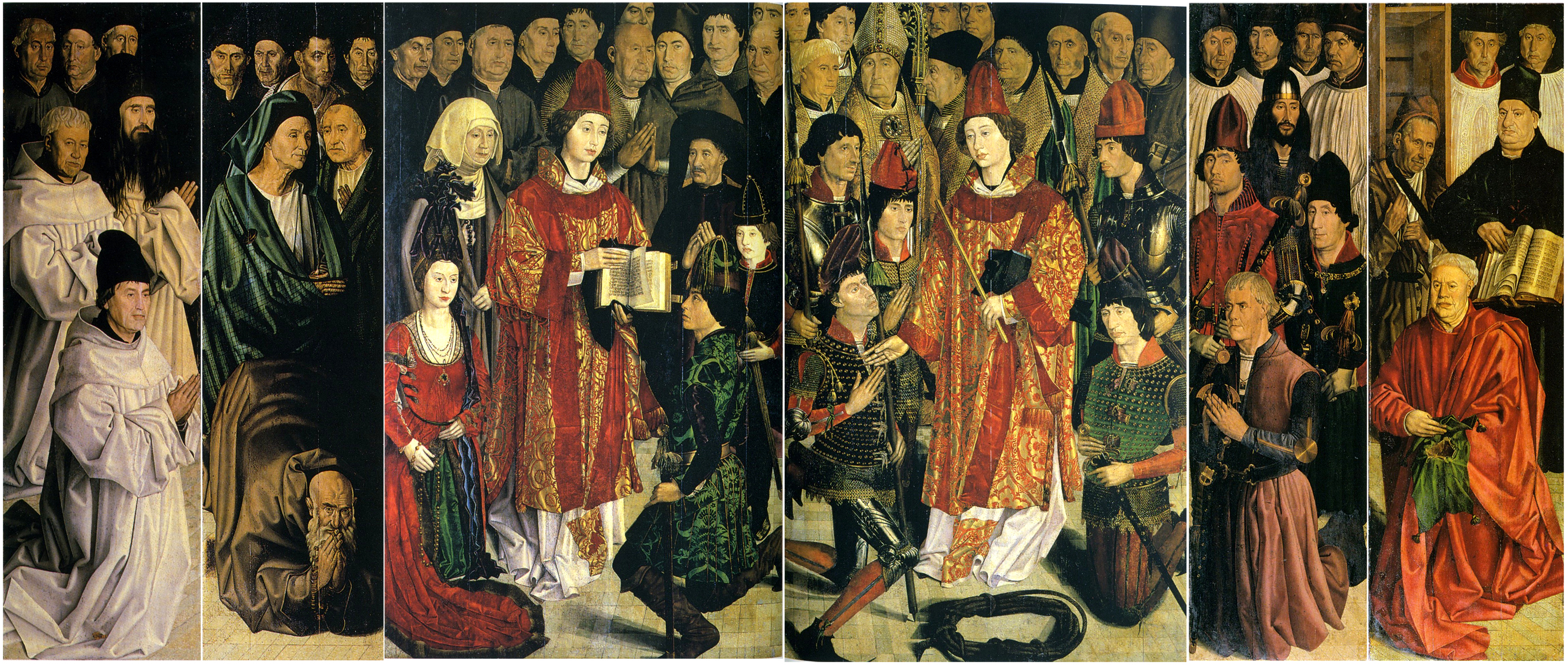
Le attribué à Nuno Gonçalves (XVe siècle) : le volet de droite représente les deux reliques du saint qui étaient conservées à la cathédrale de Lisbonne (un fragment de son crâne posé sur un carreau de velours vert et son cercueil ouvert).

Durant le Moyen Âge, la possession du corps de saint Vincent fut revendiquée par trois communautés. Une première relation de la translation du corps est extraite de la biographie de l’évêque Théodoric de Metz par Sigebert de Gembloux. En 969, l’empereur Othon I se rendant en Italie invita à sa suite Théodoric. Dévot à saint Vincent, le prélat se vit offrir le corps du martyr par l’évêque d’Arezzo.
Ce corps aurait été emmené en Italie par deux moines, sans que l’auteur puisse donner plus de précisions. Après avoir été déposé au monastère de Saint-Vincent-sur-Vulturne, il fut conservé pendant un siècle à Cortone, avant d’être rapporté à Metz par les religieux de Remiremont.
Le second témoignage provient du moine Aimoin, de l’abbaye Saint-Germain-des-Prés. En 854, après une révélation d’un frère convers nommé Hildebert, l’abbé de Conques, Blandin, chargea le moine Audalde de rapporter le corps de saint Vincent, alors aux mains des musulmans. Ce dernier retrouva la tombe du martyr dans les ruines d’une église hors les murs de la ville. Mais il fut arrêté par l’évêque de Saragosse lors de son retour avec le corps.
Lorsqu’il revint, Audalde fut chassé de son abbaye et trouva refuge auprès des bénédictins de Saint-Benoît de Castres. En 863, le comte Salomon de Cerdagne, ami de la communauté de Castres, se fit remettre le corps du saint par l’émir de Cordoue grâce aux indications d’Audalde qui l’accompagna. Une basilique en son honneur, aujourd'hui disparue, est bientôt édifiée. Aimoin rapporte une entreprise similaire voulue par l’abbé Hilduin de Saint-Germain-des-Prés en 858 sous la conduite du moine Usuard, mais qui se révéla infructueuse en raison de l’expédition d’Audalde. Cet autre récit témoigne du prestige des reliques de saint Vincent durant le Haut Moyen Âge.
Enfin, un dernier texte fait état de la translation du corps de saint Vincent depuis l’Espagne jusqu’au Portugal au XIIe siècle. L’auteur anonyme relate comment un prêtre de Lisbonne, après révélation divine, se mit en quête de rapporter la sainte relique par voie maritime. Ayant retrouvé le tombeau à Valence, il rentra chez lui escorté par des corbeaux. Le corps fut alors déposé dans la cathédrale, derrière le maître-autel.
Ce récit fut probablement composé afin de discréditer celui d’Aimoin, à qui il emprunte de nombreux éléments, mais aussi pour renforcer l’authenticité du corps conservé à Lisbonne. En effet, le chapitre de la cathédrale ne possédait auparavant qu’une relation de l’invention du corps en 1173 au Cap-Saint-Vincent. L’auteur y prétend que des chrétiens auraient emporté les reliques avec eux lors de l’invasion musulmane afin de les mettre en sureté au sud de la péninsule hispanique.

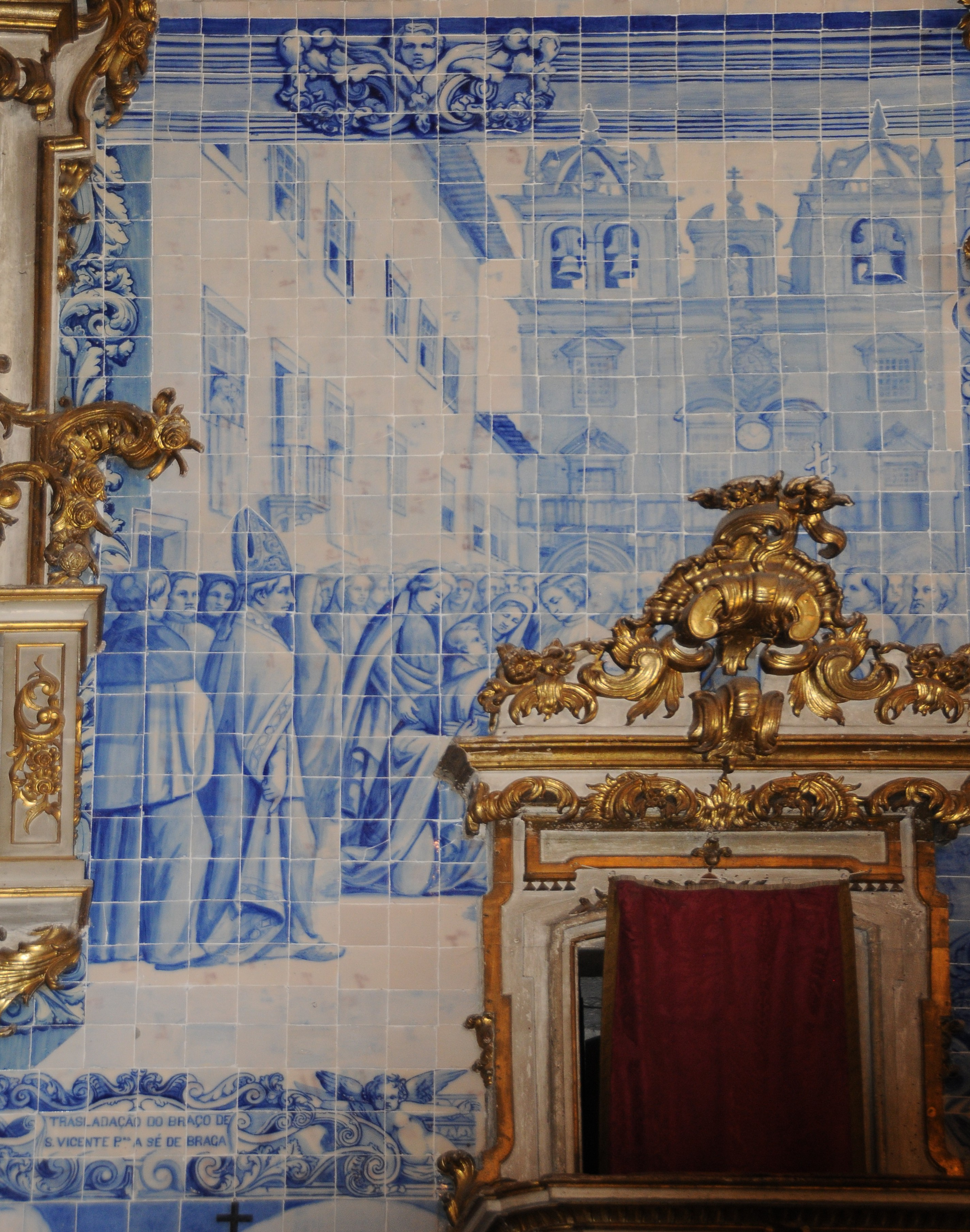
Mosaïque dans la cathédrale de Braga représentant la translation du bras.

Ces écrits présentent de nombreuses parts d’ombres, ainsi que des incohérences. Nul ne connaît l’identité des moines parvenus en Italie au VIIIe siècle. Le corps retrouvé par Audalde, complet et non corrompu, s’oppose aux Actes de saint Domnole selon lesquels le chef du saint était déjà séparé du corps au VIe siècle. Quant au récit portugais, on ne comprend pas pourquoi des chrétiens seraient venus se réfugier dans le sud de la péninsule hispanique déjà conquise par les musulmans.

#### La relique du bras conservé à Valence
De nombreux fragments du corps circulent tout au long du Moyen Âge en Occident. Parmi ces reliques, l’avant-bras gauche du saint apparaît en Italie au début du XIIe siècle. Il fut apporté par un évêque de Valence, demeuré anonyme, alors en route pour la Terre Sainte. Mais malade, il mourut à Bari, léguant le bras non corrompu du saint à l’évêque Élie. Ce dernier le fit déposer en la basilique Saint-Nicolas. Après avoir connu plusieurs propriétaires, le bras fut légué par Pietro Zampieri au diocèse de Valence en 1966.
À cette occasion, des analyses scientifiques furent menées par l’Institut de chirurgie plastique de Padoue. Ces examens confirmèrent l’appartenance de ce bras à un individu du IVe siècle, âgé de 25 à 30, mesurant 1,72 m, et n’exerçant pas de travail manuel. La relique présente aussi des traces de sévices infligés dans les dix jours précédant la mort. Ainsi, l’archevêque de Valence put reconnaître comme authentique le legs de Pietro Zampieri, qu’il fit déposer en sa cathédrale. Le bras de saint Vincent renforce ainsi la thèse de la dispersion du corps dès le VIe siècle.

### L'évolution du culte de saint Vincent à travers l'iconographie
L’iconographie de saint Vincent de Saragosse est relativement importante. La première représentation connue se trouve dans la catacombe de Pontien à Rome (VIe – VIIe siècles), où il figure en orant auprès d’autres saints. Peu après, il apparaît dans le cortège des martyrs de la basilique Saint-Apollinaire-le-Neuf de Ravenne. Il faut attendre le XIe siècle pour découvrir des œuvres se rapportant à la Passion ; d’abord en Italie, puis en Espagne et en France à partir du XIIIe siècle. En plus de l’évangéliaire et de la palme des martyrs, la meule, le chevalet, le gril hérissé de pointes de clous, les ongles de fer, quelquefois le corbeau (notamment au cap Saint-Vincent), un navire à Lisbonne, deviennent des attributs habituels du saint représenté en jeune diacre ou en lévite, vêtu d'une dalmatique.
À partir du XVIe siècle, l'iconographie savante se mue en imagerie populaire, avec le saint associé à la vigne, à la serpe et la serpette, ou représenté en train d'enseigner aux vignerons l'art de cultiver la vigne, depuis le labour, la taille et l'ébourgeonnage jusqu'à la vendange. Aucun texte ne permet de définir l’origine du patronage de saint Vincent auprès des vignerons. Mais plusieurs hypothèses peuvent être formulées.
Le saint diacre a pu être choisi en fonction de la date du 22 janvier. Quelques dictons météorologiques, que l’on retrouve dans des manuscrits du XVe siècle, rappellent que le 22 janvier coïncide avec la première taille de la vigne. Il faut voir ici l’influence des grandes abbayes qui sanctifient le temps. Une seconde hypothèse s’appuie sur la naissance des confréries viticoles au Moyen Âge. Vincent, dont le culte est très répandu en Bourgogne ou en Champagne, aurait pu être choisi par les vignerons comme saint patron à partir d’un jeu de mots : vin et sang.
Le jésuite Charles Cahier propose cette explication assonantique sur l'origine de ce patronage, à l'origine d'un calembour facile, Vincent indiquant une espèce de transsubstantiation donnant du vin-sang. Vincent est d'ailleurs propice à maint calembour populaire : vin sent (sent le vin), vin cent (rend le vin au centuple), O Vincent O (Au vin sans eau). Quoi qu'il en soit, l'adoption d'un saint patron et de traditions associées est particulièrement marquée dans les vignobles situés au Nord de la Loire qui peuvent subir, plus que dans d'autres régions, les méfaits des aléas climatiques.

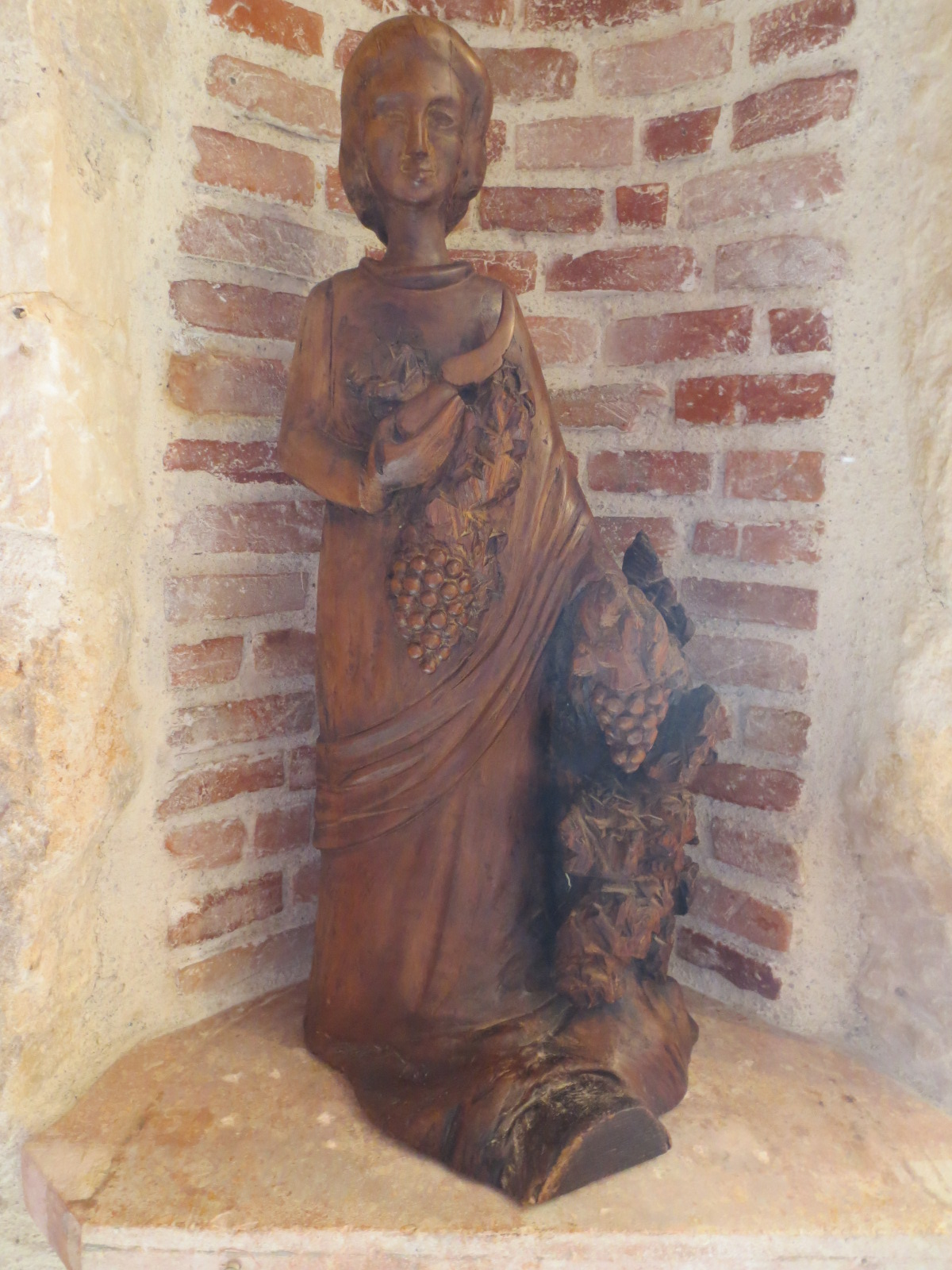
Le martyr est un saint rural suscitant des œuvres d'art naïf où dominent le saint sur un cep de vigne, muni de la serpe ou du sécateur, et associé à la grappe.

L'origine des cultes dédiés aux saints protecteurs de la vigne est sans doute à relier aux cérémonies en l'honneur de Dionysos, dieu du vin chez les Grecs, et de sa forme romaine Bacchus, le culte de saint Vincent y étant le plus répandu.

### Le culte de saint Vincent auxXXeetXXIesiècles
Au XXe siècle, les sciences ont rendu à saint Vincent sa dimension historique. Les nombreux travaux concernant le saint ont permis de redécouvrir la figure du martyr, tandis que l'archéologie a démontré l'antiquité du culte qui lui était rendu dès les Ve et VIe siècles autour du bassin méditerranéen.
Depuis 2003, l'université catholique de Valence porte son nom. Par ailleurs, saint Vincent a donné son nom à un pays, Saint-Vincent-et-les-Grenadines. Il a aussi donné son nom à plusieurs caps : l'un au sud-est de la grande île de la Terre de Feu, en Argentine, un autre à Madagascar, et même encore un sur la planète Mars. Le plus connu est peut-être le cap Saint-Vincent du Portugal, qui est la pointe extrême sud-ouest (mais non extrême ouest) de l'Eurasie, et qui porte une église et un monastère dédiés au saint. Ce cap était déjà un « Promontoire Sacré » dès l'antiquité gréco-romaine (voir notamment chez Strabon).